# 2814 Vieira
A 2814 Vieira (ideiglenes jelöléssel 1982 FA3) a Naprendszer kisbolygóövében található aszteroida. Henri Debehogne fedezte fel 1982. március 18-án.